# 渡部抱朴子
渡部 抱朴子（わたなべ ほうぼくし、1928年（昭和3年）2月16日 - 2011年（平成23年）5月5日）は日本の俳人、書家。本名、渡部盛幹（わたなべもりもと）。俳人として俳誌『渋柿』主宰、書家として書道団体書神会顧問・審査員（雅号・渡部篁堂）を務める。従六位瑞宝双光章受章。

## 略歴
1928年（昭和3年）愛媛県で生まれる。1947年（昭和22年）愛媛師範学校卒。愛媛県の小学校、中学校で教職に就く。1974年（昭和49年）県教育委員会国語科指導主事などを経て、1988年（昭和63年）東予市（現西条市）立河北中学校長を最後に退職。教職のかたわら、俳句、書道の研鑽を積み、俳人としては1996年（平成8年）より俳誌『渋柿』代表同人・課題句選者、2000年（平成12年）より2010年（平成22年）まで同誌第5代主宰を務める。2004年（平成16年）句集『天籟』、『地籟』を出版。この間、俳人協会評議員、子規顕彰全国短歌大会選者などを歴任する。2011年（平成23年）没、同年従六位瑞宝双光章受章。
なお、「渋柿」は1915年松根東洋城が創始、日本でも最も長く続く俳誌のひとつで、抱朴子の父渡部杜羊子は東洋城の高弟のひとり。
愛媛県西条市石鎚山ハイウェイオアシスや、愛媛県中山町の永田三島神社に、同氏の句碑が建立されている。

## 著作
- 句集「天籟」、「地籟」
- 「渋柿句集第7巻」（編著）
- 愛媛子供のための偉人伝「伊予聖人近藤篤山」